# Mittenwalde (Uckermark)
Mittenwalde ist eine Gemeinde im Landkreis Uckermark in Brandenburg (Deutschland). Sie wird vom Amt Gerswalde mit Sitz in Gerswalde verwaltet.

## Geographie
Die Gemeinde in der Region Uckermark liegt zwischen den Städten Prenzlau und Templin. Das Gemeindegebiet reicht bis an den Rand des Biosphärenreservates Schorfheide-Chorin. Das hügelige Gebiet erreicht Höhen bis zu 90 m ü NHN. Nördlich von Mittenwalde liegt der buchtenreiche, von sumpfigen Wiesen umgebene Kuhzer See als Teil der Uckermärkischen Seen.
Umgeben wird Mittenwalde von den Nachbargemeinden Boitzenburger Land im Norden, Gerswalde im Osten und Südosten sowie Templin im Westen.

## Gemeindegliederung
Die Gemeinde besteht aus den bewohnten Gemeindeteilen
- Blankensee
- Forsthaus
- Kienwerder
- Mittenwalde
- Pappelwerder
- Seeburg

## Geschichte
Die Gemeinde Mittenwalde existiert im Grunde erst seit 1928. In diesem Jahr wurde der Gutsbezirk Mittenwalde mit Pappelwerder, die Gutsbezirke Blankensee und Kienwerder, das Gut Seeburg des Gutsbezirks Ruhhof, und Parzellen der Gemarkung Seeburg des Gutsbezirks Kröchlendorff zur Gemeinde Mittenwalde vereinigt.
Mittenwalde gehörte zum Kreis Templin in der preußischen Provinz Brandenburg und ab 1952 zum Kreis Templin im DDR-Bezirk Neubrandenburg. Seit 1993 liegt die Gemeinde im brandenburgischen Landkreis Uckermark.

## Bevölkerungsentwicklung
| Jahr | Einwohner |
| ---- | --------- |
| 1875 | 507       |
| 1890 | 382       |
| 1910 | 549       |
| 1925 | 531       |
| 1933 | 621       |
| 1939 | 590       |

| Jahr | Einwohner |
| ---- | --------- |
| 1946 | 1 152     |
| 1950 | 1 163     |
| 1964 | 795       |
| 1971 | 753       |
| 1981 | 610       |
| 1985 | 581       |

| Jahr | Einwohner |
| ---- | --------- |
| 1990 | 551       |
| 1995 | 527       |
| 2000 | 508       |
| 2005 | 483       |
| 2010 | 391       |
| 2015 | 372       |

| Jahr | Einwohner |
| ---- | --------- |
| 2020 | 365       |
| 2021 | 374       |
| 2022 | 391       |
| 2023 | 403       |
| 2024 | 378       |

Gebietsstand des jeweiligen Jahres, Einwohnerzahl: Stand 31. Dezember (ab 1991), ab 2011 auf Basis des Zensus 2011, ab 2022 auf Basis des Zensus 2022

## Politik

### Gemeindevertretung
Die Gemeindevertretung von Mittenwalde besteht aus acht Gemeindevertretern und der ehrenamtlichen Bürgermeisterin. Die Kommunalwahl am 26. Mai 2019 führte zu folgendem Ergebnis:
| Partei / Wählergruppe                               | Stimmenanteil | Sitze |
| --------------------------------------------------- | ------------- | ----- |
| Liste für Mittenwalde und Blankensee                | 39,6 %        | 3     |
| Wahlinitiative Mittenwalde/Blankensee               | 29,4 %        | 3     |
| Förderverein der Freiwilligen Feuerwehr Mittenwalde | 27,0 %        | 2     |
| Die Linke                                           | 04,1 %        | –     |

### Bürgermeister
- 1998–2003: Anni von Ziemer[8]
- 2003–2019: Egbert-Wilhelm Radtke[9]
- seit 2019: Simone Boltz (Liste für Mittenwalde und Blankensee)[10]

Boltz wurde in der Bürgermeisterwahl am 9. Juni 2024 ohne Gegenkandidat mit 69,1 % der gültigen Stimmen für eine weitere Amtszeit von fünf Jahren wiedergewählt.

## Sehenswürdigkeiten
In der Liste der Baudenkmale in Mittenwalde (Uckermark) stehen die in der Denkmalliste des Landes Brandenburg eingetragenen Denkmale. Dazu gehört unter anderem die Mittenwalder Kirche aus der zweiten Hälfte des 13. Jahrhunderts.
Das Herrenhaus des Gutes Blankensee wurde um das Jahr 1869 von der Familie von Arnim erbaut und wurde nach 1990 von deren Nachfahren aus der Familie Graf Hahn v. Burgsdorff zurückerworben.

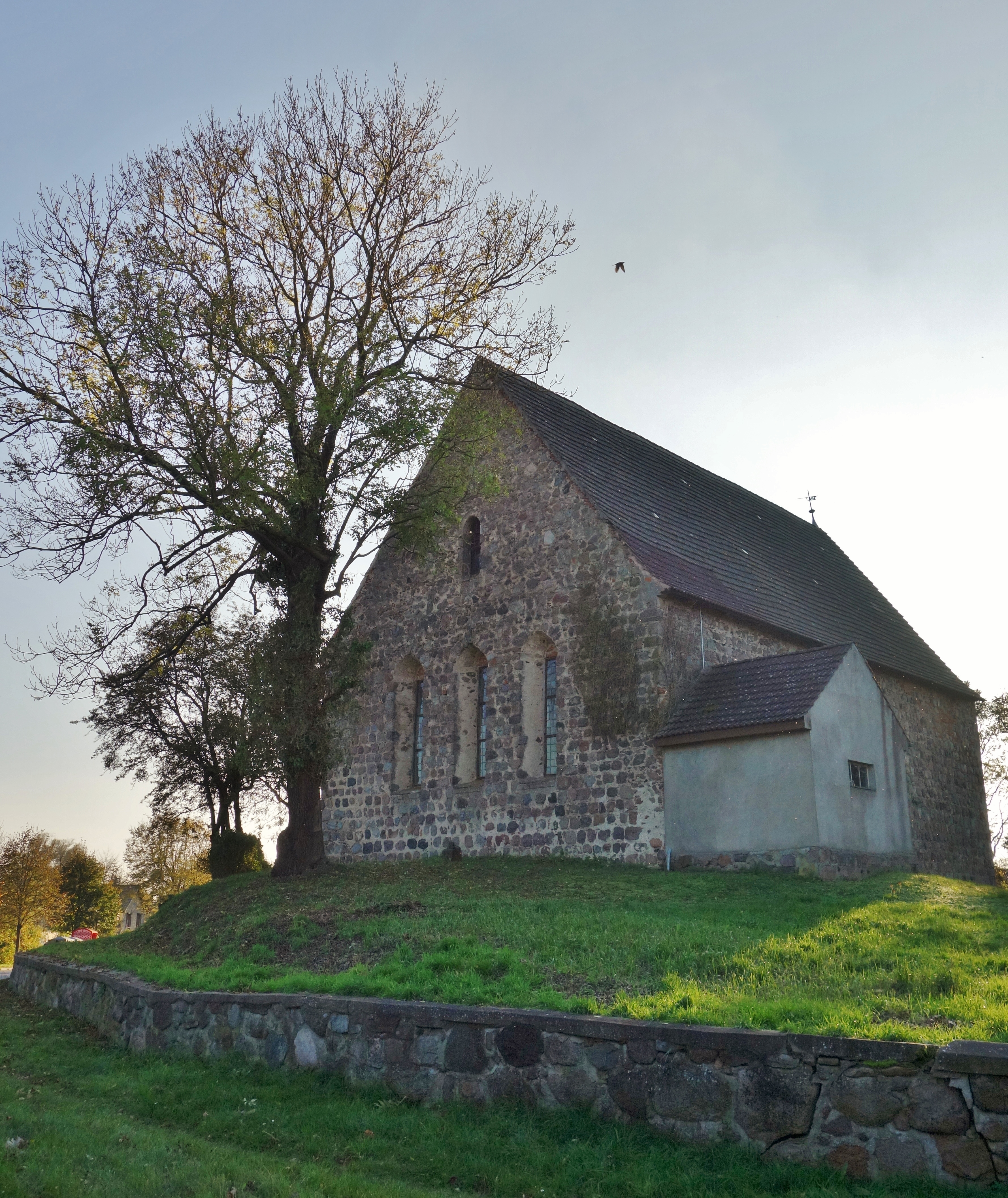
Kirche in Mittenwalde
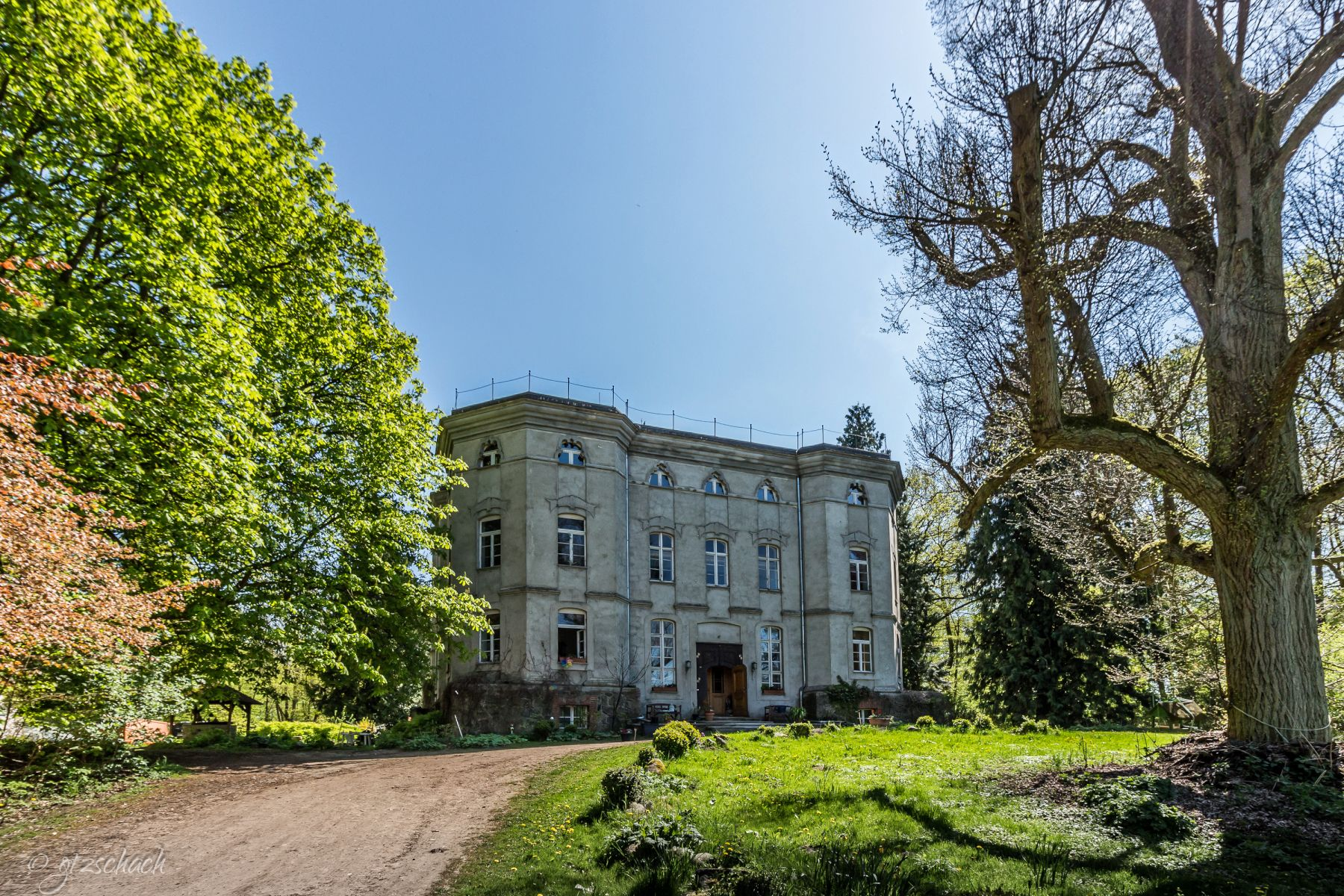
Gutshaus Blankensee

## Verkehr
Durch Mittenwalde führt die B 109 zwischen Templin und Prenzlau. Südlich von Mittenwalde zweigt die Landesstraße L 100 nach Groß Schönebeck ab, die die Schorfheide durchquert. Hier verlief bis zur Abstufung dieses Streckenabschnitts im Jahr 2005 die B 109. Die nächstgelegene Autobahnanschlussstelle ist Pfingstberg an der A 11 Berlin–Stettin in rund 18 Kilometer Entfernung.
Der Haltepunkt Mittenwalde lag an der 2000 stillgelegten Bahnstrecke Templin–Prenzlau.